# Mérifons
Mérifons é uma comuna francesa na região administrativa de Occitânia, no departamento de Hérault. Estende-se por uma área de 6,74 km². Em 2010 a comuna tinha 47 habitantes (densidade: 7 hab./km²).